# Trone
En trone (af græsk Thronos, sæde) er en stol eller et sæde, monarker bruger ved officielle ceremonier. Den er tit udsmykket for at vise ejerens magt. Troner og tronstole kendes fra mange kulturer og i alle historiske perioder.
På grund af tronens symbolske betydning, bruges ordet også synonymt med den siddende monark eller kongehuset.